# Impromptu op. 36 (Chopin)
Impromptu Fis-dur op. 36 – drugie impromptu na fortepian skomponowane przez Fryderyka Chopina.
Utwór powstał w 1839 w Nohant. Drukiem ukazał się w maju 1840 – we Francji nakładem wydawnictwa Troupenasa, w Niemczech nakładem Breitkopfa i Härtela. Brytyjskie wydawnictwo Wessel & Co. wydało opus 36 w czerwcu 1840.

## Budowa
Impromptu o formie zbliżonej do trzyczęściowej formy ABA utrzymane jest w tempie Allegretto. Pierwsza część utworu cechuje się melodyką kantylenową. Część środkowa, początkowo w tonacji D-dur, cechuje się rytmiką punktową i ostinatowym akompaniamentem. W repryzie następują przekształcenia wariacyjne. Czas trwania utworu wynosi ok. 5,5 minuty.